# Saybrook (Illinois)
Saybrook – wieś w Stanach Zjednoczonych, w stanie Illinois, w hrabstwie McLean.